# Gordo (musicien)
Pour les articles homonymes, voir Blackmon, Gordo et Carnage.
Gordo (anciennement Carnage), de son vrai nom Diamante Blackmon (né le 3 janvier 1991 à Guatemala), est un disc jockey et producteur guatémaltèque de musique électronique.

## Biographie
Désormais établi à Los Angeles, Carnage s'implante au fil des années sur la scène de l'dance (EDM). Des collaborations avec des disc jockeys comme Borgore, KSHMR, Timmy Trumpet ou encore Headhunterz sont à mettre à son actif. The Underground, réalisé en 2014 avec Alvaro, est son plus grand succès. Le titre se classe rapidement 4e du top 100 établi par Beatport. Il rencontre KSHMR à New York en 2014 et décide de réaliser le titre Toca, qui sortira en juin 2015 sur le label indépendant Ultra Records.
Ibiza, Los Angeles ou encore Tel Aviv accueillent à de nombreuses reprises ses sets mais également l'Inox Park en France.
Blackmon change son nom de scène pour celui de Gordo au Club Space de Miami, avant de sortir KTM, son premier single sous le nom de Gordo, en février 2021,. Toujours en 2022, il produit 6 titres sur l'album Honestly Nevermind du rappeur Drake.

## Discographie

### Albums studio
- 2015 : Papi Gordo
- 2018 : Battered, Bruised and Bloody

### Singles
- 2009 : Flowin (avec Foreign Beggars, MRX) (Dented Records)
- 2009 : Ski Wintergrooves Mix (DJ Mix By Carnage) (Continuous DJ Mix) (olavbelgoe.com)
- 2011 : Contemporary Disgust (flowtek)
- 2011 : What's This Noisj EP (Hard Kryptic)
- 2011 : This Order (Fiume Beat)
- 2011 : Psyche Out (avec Cluster) (Fiume Beat)
- 2011 : 4tk (Miss You) (5th Gear)
- 2011 : Frustration (5th Gear)
- 2012 : Marilyn (Morbit Records)
- 2012 : Turn Up (avec Borgore) (Buygore Records)
- 2012 : Submit and Be Spared EP (avec Cluster)
- 2012 : Kat!e (Fool's Gold Records)
- 2013 : Incredible (avec Borgore) (Spinnin' Records)
- 2013 : Signal (Spinnin' Records)
- 2013 : Bang! (Ultra)
- 2014 : Krakatoa (avec Junkie Kid) (Musical Freedom)
- 2014 : Bricks (Ultra)
- 2014 : The Underground (avec Alvaro) (Spinnin Records)
- 2014 : Let The Freak Out (avec Erick Morillo, Mr. V, Harry Romero) (Ultra)
- 2015 : WDYW (feat. Lil Uzi Vert, A$AP Ferg & Rich the Kid) (Ultra)
- 2015 : I Like Tuh (Ultra)
- 2015 : Toca (avec Timmy Trumpet & KSHMR) (Ultra)
- 2016 : Rari (feat. Lil Yachty, Famous Dex & Ugly God)
- 2016 : Bimma (avec Section Boyz)
- 2016 : Mase in '97 (feat. Lil Yachty)
- 2016 : PSY or DIE (avec Timmy Trumpet) (Spinnin' Records)
- 2017 : Homie (feat. Young Thug & Meek Mill) (Heavyweight)
- 2017 : Time For The Techno (avec VINAI) (Spinnin' Records)
- 2017 : Chupacabra (feat. Ape Drums) (Heavyweight)
- 2018 : Learn How To Watch (feat. Mac Miller & MadeinTYO) (Heavyweight)
- 2018 : I Shyne (avec Lil Pump)  (Heavyweight)
- 2018 : Plur Genocide (avec Steve Aoki) (Ultra)
- 2018 : Motorola (feat. Lil B) (Heavyweight)
- 2018 : El Diablo (avec Sludge) (Heavyweight)
- 2019 : Letting People Go (feat. Prinze George) (Heavyweight)
- 2019 : Wait For Me (feat. G-Eazy & Wiz Khalifa) (Heavyweight)
- 2019 : Blitzkrieg (feat. Nazaar)  (Heavyweight)
- 2019 : Slot Machine (feat. Prinze George) (Heavyweight)
- 2019 : Holy Moly (feat. Terror Bass) (Heavyweight)
- 2019 : Nah Nah (avec Timmy Trumpet feat. Wicked Minds) (Heavyweight)

### Remixes / Édits
- 2011 : Razor Edge - Deathrow (Carnage and Cluster's Distorted Edit) (Red Fever)
- 2012 : Hardwell - Spaceman (Carnage Festival Trap Remix) (Revealed Recordings)
- 2013 : Martin Solveig, The Cataracs - Hey Now feat. Kyle (Carnage Remix) (Mixture)
- 2013 : Borgore - Legend (Borgore & Carnage Remix) (Spinnin' Records)
- 2014 : Moguai, Dimitri Vegas & Like Mike - Mammoth (Heroes x Villains and Carnage Remix) (Spinnin' Records)
- 2015 : Avicii - Waiting For Love (Carnage and Headhunterz Remix) (PRMD)